# Antualaż
Antualaż (także antulaż, antaląż; z fr. entoilage) – rodzaj koronki klockowej z przewagą płócienka, wykonywana z nici lnianych o różnej grubości. Jej produkcja rozpowszechniła się w XVIII wieku. Używana jako motyw dekoracyjny, zwłaszcza w zdobieniu ubiorów. Koronkę wykonywano w szerokich pasach zdobionych wzorami roślinnymi.
Istnieje przekonanie, zgodnie z którym to z antualażu oraz tzw. kampanki, czyli wąskich pasów najprostszej koronki geometrycznej, którymi poszerzano importowane wzory, wywodzi się tradycja ludowego koronczarstwa w Polsce.